# Camille de Montalivet
Camille Bachasson, conde de Montalivet (Valence, 25 de abril de 1801 -4 de enero de 1880), fue un aristócrata y político francés, titular de la dignidad de Par de Francia, ocupó diversos cargos en los gobiernos de la monarquía y del Segundo Imperio.

## Biografía
Segundo hijo de Jean-Pierre Bachansson, conde de Montalivet (1766-1823), Par de Francia y ministro de Napoleón Bonaparte. Estudió en la Escuela polictécnica y, posteriormente, en la Escuela de ingenieros de puentes y caminos, en donde destacó como alumno del célebre Prony. Prosiguió con la carrera de ingeniería civil. Muertos su padre y su hermano en 1823, heredó el título de conde y el de Par. Defensor de las ideas constitucionales escribió, en 1827, la Lettre d’un jeune pair de France aux français de son âge (Carta de un joven par de Francia a los franceses de su edad).

### Monarquía de Julio
Adversario, en 1829, del ministerio de Polignac, fue uno de los primeros en unirse a la monarquía de Julio durante las jornadas de julio de 1830. Nombrado en agosto coronel de la Guardia Nacional, fue presentado a Luis Felipe y, después de haber recibido el cargo de intendente provisional de la dotación de la Corona (10 de octubre), se le llamó, el 2 de noviembre, para sustituir a Guizot en el Ministerio del Interior. Se preocupó de abortar todo movimiento político violento durante el tiempo que duró el proceso de los ministros de Carlos X a los que protegió ayudándose de una escolta de guardias nacionales y cazadores. Cuando el ministerio de Laffite se tuvo que disolver a causa de la retirada de Dupont de l’Eure y por la dimisión de La Fayette, el rey encargó a Montalivet la misión de formar un nuevo gabinete en el que él se haría cargo de la cartera de Instrucciones Públicas y de Cultura. Su paso por este ministerio fue muy fecundo, especialmente por las medidas tomadas en favor de la educación primaria. 
Casimir Perier, presidente del consejo, le nombró, al morir, su sucesor en el Ministerio del Interior (27 de abril de 1832). Tras haber puesto bajo vigilancia los departamentos del Oeste y, estando todo dispuesto para el arresto de la duquesa de Berry, el ministro dirigió la ejecución de las medidas represivas dictadas contra la insurrección republicana de los días 5 y 6 de junio. En total desacuerdo con la escuela doctrinal, representada en el poder por Guizot, presentó su dimisión (10 de octubre de 1832), y asumió el cargo de intendente general del Presupuesto Civil. Llamado por tercera vez por el Ministerio del Interior, ejerció su cargo del 22 de febrero al 6 de septiembre de 1836, fecha en la que dimitió de nuevo, cediendo su cargo a Guizot; volvió a entrar como Presidente del gabinete reconstituido el 15 de abril de 1837. 
Durante los acalorados debates del gabinete destacó por la presentación de proyectos de ley para los dementes, para las atribuciones de los consejos generales, el término de infinidad de monumentos públicos, la mejora de los Archivos de la institución de los Jóvenes-Ciegos, la reforma de las prisiones y del sistema penitenciario.
El 30 de marzo de 1839 y hasta el 2 de febrero de 1848 se dedicó a sus funciones de intendente del Presupuesto Público implicándose en la creación del Museo de Versalles, la ampliación del Museo del Louvre, y en la restauración de los palacios de Fontainebleau, Pau y Saint-Cloud. Tras haber rechazado el 1 de febrero de 1847 la cartera de Instrucciones Públicas que le fue ofrecida, se adscribió, durante los últimos años del reinado, a las ideas de reforma electoral; según su opinión, Luis Felipe separándose de Guizot, había dado un giro hacia el centro izquierda en sus concesiones: él no las obtuvo.

### Segundo Imperio
En 1848, ya sin cargos, acompañó al rey en su salida de París, y se preocupó de apoyar, después del gobierno provisional, los intereses de la familia de Orleans. En su calidad de íntimo de la familia real, el rey Luis Felipe le nombró su ejecutor testamentario a su muerte, sucedida en 1850, lo que llevó a Montalivet a combatir el decreto de enero de 1852 que contenía la confiscación de los bienes de la familia de Orleans bajo el segundo imperio. Fue elegido miembro de la Academia de Bellas Artes en 1840 y recibió, en 1843 la Gran Cruz de la Legión de Honor.
En 1851 defendió la memoria de Luis Felipe en un folleto que publicó: El rey Luis Felipe y el presupuesto civil. En la apertura de la sesión legislativa de 1861, el emperador acusó al gobierno de julio de: poca sinceridad en las deliberaciones, poca estabilidad en los asuntos de estado, poco trabajo útil terminado. Montlivet respondió a estos ataques, destacados por la prensa oficial, con un volumen: "¡Nada!, Diez años de gobierno parlamentario" (1862).

### Tercera República
A la caída del Imperio (1870), se aproximó a la opinión republicana conservadora, que su amigo Thiers empezaba a promover, y no disimuló la desilusión que le causaron las tentativas de reconciliación del conde de París con el conde de Chambord.
El 17 de junio de 1874, escribió a Casimir Perier: "conservo el culto a mis devotos y a mis amigos personales; pero me hallo dolorosamente desilusionado por las manifestaciones reales de 1872, tan contrarias el establecimiento de una monarquía verdaderamente constitucional yo pienso, como vos desde hoy, que la salud de Francia exigía, por encima de todo, la aceptación leal de la república". En una palabra, permanecía fiel a los príncipes, más aún al príncipe, y esta carta tuvo una gran influencia en la evolución del centro derecha cuando se votaron las leyes constitucionales en febrero de 1875.
Pese a su vejez, decidió aceptar el sillón de senador vitalicio que le ofreció la izquierda en 1879, en el Senado, y que conservó hasta su muerte en enero de 1880 en París.

## Homenajes
En Valence (Drôme), en el paseo de Camille de Montalivet hay una estatua del mismo erigida en 1900 con la que se le rindió homenaje.
La rosa Conde de Montlivet, se llama así en su honor. Es una rosa de tipo Hybrides Remontants que se creó en 1846 en los jardines del conde de Mondeville en Sainte-Radegonde, a partir de unas semillas de William Jesse. Presenta una gran flor en la que se entremezclan los colores rojo y violeta.